# Terry Gilliam
Pour les articles homonymes, voir Gilliam.
 (octobre 2017).
Si vous disposez d'ouvrages ou d'articles de référence ou si vous connaissez des sites web de qualité traitant du thème abordé ici, merci de compléter l'article en donnant les références utiles à sa vérifiabilité et en les liant à la section « Notes et références ».
Terry Gilliam /ˈtɛɹi ˈɡɪliəm/, né le 22 novembre 1940 à Minneapolis (Minnesota), est un réalisateur, scénariste, acteur et dessinateur américano-britannique.
Il a été naturalisé britannique en 1968, avant de renoncer à la nationalité américaine en janvier 2006.
Révélé en tant que membre des Monty Python, il a ensuite poursuivi une carrière de cinéaste à part entière.

## Biographie

### Jeunesse et révélation comique (années 1960)
La famille de Terry Gilliam déménage à Panorama City, un quartier de Los Angeles, en Californie, en 1952 en raison de la pneumonie de sa sœur. Après avoir fait ses études secondaires à la Birmingham High school, il entre à l'Occidental College en 1958. Il en sort diplômé, en 1962, en science politique. Pendant ses années à l'université, il assume la direction d'une revue littéraire et il la modifie pour aboutir à un magazine satirique, Fang, où il développe ses talents de dessinateur et se montre influencé par Mad, le magazine d'Harvey Kurtzman. Il abandonne ses études et se rend à New York, espérant travailler pour Kurtzman. Il trouve un poste dans un magazine créé par Kurtzman Help! et publié par Warren Publishing. En l’espace de trois ans, il en devient rédacteur en chef adjoint, doublé d’illustrateur freelance dans diverses publications. C'est durant cette période qu'il rencontre John Cleese.
Avec ses revenus, Terry Gilliam se paie une caméra 16 mm et commence un court métrage qu’il ne finira jamais.
En 1965, le magazine Help! dépose le bilan et Terry Gilliam fait son service militaire dans la garde nationale. Les dons de caricaturistes du jeune Terry Gilliam lui permettent d’échapper à l’entraînement et aux corvées. Il part faire le tour de l’Europe, en visitant tour à tour l’Allemagne, l’Italie et la France, où il travaille avec René Goscinny pour le magazine Pilote.
De retour à Los Angeles, Terry Gilliam et Joel Siegel publient un livre : The Cocktail People. Grâce à Joel Siegel, il est embauché dans une agence publicitaire, réalisant des affiches pour Universal Pictures. En 1967, après avoir été mis à la porte de cette agence, il part pour Londres où il dessine dans divers magazines et journaux comme le Sunday Times, Nova ou Queen, puis devient directeur artistique du journal The Londoner. Peu après, John Cleese le présente à un producteur de télévision, Humphrey Barclay (en). Celui-ci est notamment le producteur de Do Not Adjust Your Set (en), une émission où l'on trouve au générique Eric Idle, Terry Jones et Michael Palin. Terry Gilliam se retrouve animateur sur cette série diffusée sur Rediffusion Network entre le 4 janvier et le 28 mars 1968. D'août à octobre 1968, Barclay lance un nouveau talk show, We Have Ways of Making You Laugh diffusé sur London Week-end TV où Eric Idle fait partie de la distribution. Gilliam dessine des caricatures des invités dans l'émission. Mais cette série a peu de succès et est supprimée. Durant l’année 1969, Terry Gilliam reprend sa place d’animateur dans la deuxième saison de Do Not Adjust Your Set et réalise ensuite des séquences animées pour la série The Marty Feldman’s Comedy Machine interprétée par Marty Feldman sur des textes de John Cleese, Graham Chapman, Terry Jones et Michael Palin.
En 1969, Gilliam, Chapman, Idle, Cleese, Palin et Jones forment la troupe des Monty Python. Gilliam participe à la série télé Monty Python's Flying Circus comme acteur et comme auteur des animations, souvent des collages loufoques, qui relient les sketches entre eux. Gilliam est le seul américain de la bande. Cette série eut un succès phénoménal jusqu’à la quatrième et dernière saison de la série diffusée sur la BBC en 1973. En 1971, l’équipe réalise La Première Folie des Monty Python, un film regroupant les meilleures séquences de la série, agrémenté de quelques nouveautés. Pendant cette époque, Terry Gilliam travaille la plupart du temps pour les sketches des Monty Python, mais il réalise aussi des animations pour des émissions télévisées telles que la série The Marty Feldman’s Comedy Machine en 1972 ou encore des génériques comme pour le film Cry on the Banshee de Gordon Hesseler sorti en 1970 ou pour l’émission William consacrée à William Shakespeare en 1972. En 1973, il se marie à Maggie Weston, une costumière et maquilleuse britannique. En 1974, il réalise avec Terry Jones, Monty Python : Sacré Graal !. Pour ce film, il réalise les animations et est également acteur et coscénariste.

### Passage à la réalisation (années 1970-1980)

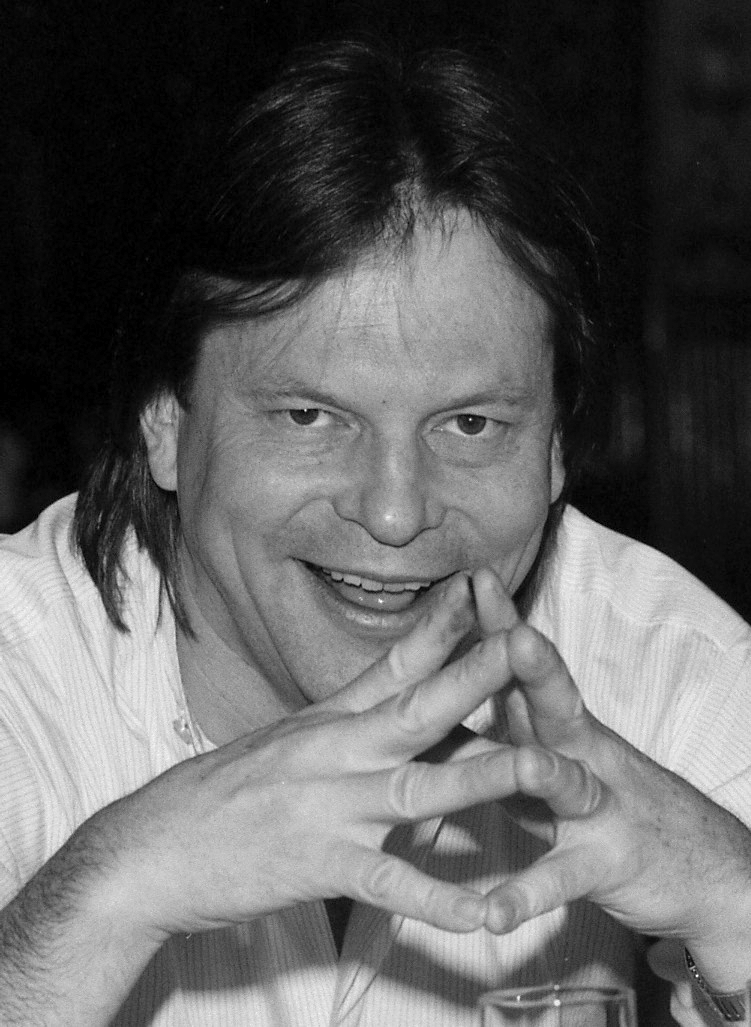
Le cinéaste lors d'une conférence de presse pour Brazil, en 1985.

En 1974, Gilliam réalise seul son premier film, Jabberwocky. Basé sur un poème de Lewis Carroll, on retrouve dans la distribution Michael Palin et Terry Jones. En 1977, il écrit et joue dans Monty Python : La Vie de Brian. La Vie de Brian remporte un véritable succès lors de sa sortie en 1979 en dépit d'une véritable controverse autour du film. En 1980, il réalise Bandits, bandits. L'histoire qu'il coécrit avec Michel Palin raconte l’histoire de six nains ayant volé la carte des trous du temps à l’être suprême, entraînant un garçon de onze ans dans des aventures spatio-temporelles. Dans la distribution du film on retrouve Michael Palin, John Cleese mais aussi Sean Connery et Shelley Duvall. La même année, il participe au concert des Monty Python le Hollywood Bowl. En 1982, sort le nouveau film des Monty Python, Monty Python : Le Sens de la vie, où Gilliam réalise en solo la scène d'ouverture du film, The Crimson Permanent Assurance. Le Sens de la vie reçoit en 1983 le grand prix spécial du jury au festival de Cannes.
Il rencontre Tom Stoppard et les deux hommes co-écrivent le scénario de Brazil. En novembre 1983, le tournage du film commence. Brazil sort en février 1985 en Europe, alors qu'une bataille commence avec Universal Pictures pour sa sortie américaine. Le film devient rapidement culte. En 1987, Gilliam tourne Les Aventures du baron de Münchausen entre Cinecitta et les studios anglais de Pinewood. Le tournage est difficile, avec des dépassements de budget. Le film est un échec commercial mais obtient par la suite la reconnaissance à travers ses multiples retransmissions télévisées. Dans Bandits, Bandits, Brazil et Les Aventures du baron de Münchausen, on remarque que plusieurs sujets sont similaires, comme la folie de notre société commandée par une technologie déficiente, le désir des personnages d’y échapper et le rêve et l’imagination qui est le moyen de s’y enfuir. En 1989, Terry Gilliam travaille sur l'adaptation de Watchmen, une série de comics de super-héros, mais le projet échoue.

### Confirmation à Hollywood (années 1990)
En 1990, Gilliam tourne son premier film aux États-Unis, Le Roi Pêcheur, co-écrit avec Richard LaGravenese. Il retrouve ensuite le même scénariste, et commence à écrire avec lui Defective Detective. Le film devait être tourné avec Nicolas Cage, mais le projet n'aboutit jamais. En 1995, il réalise L'Armée des douze singes, avec Bruce Willis, Madeleine Stowe et Brad Pitt, adapté du film La Jetée de Chris Marker. Le film connaît un surprenant succès commercial.
En 1996, Terry Gilliam s’attaque à un tout autre style, la mise en scène d’un spectacle de clowns en Russie sous le nom de Salva Diabolo. Juste après, il tourne Las Vegas Parano, avec Johnny Depp, film inspiré du roman homonyme d'Hunter S. Thompson, qui est boudé à sa sortie par le public et la critique, mais qui devient un film culte après sa sortie en vidéo.
En 1999, Gilliam s'attaque à une histoire qu'il a en tête depuis dix ans, L'Homme qui tua Don Quichotte, une fiction se fondant sur le chef-d’œuvre de Miguel de Cervantes. La production du film commence en 2000 mais elle est gravement perturbée par divers problèmes : une douleur dorsale provoquée par une hernie discale empêche Jean Rochefort, qui joue Don Quichotte, de vraiment jouer son rôle et de monter à cheval, les lieux de tournage se révèlent calamiteux, une base aérienne militaire à proximité se révèle bruyante et une tempête endommage le matériel. La production tourne à la catastrophe en à peine dix jours et Gilliam décide d'abandonner le tournage. Keith Fulton et Louis Pepe livrent avec Lost in la Mancha un documentaire sur le making of d'un film qui n'existe pas.

### Hiatus puis retour discret (années 2000)

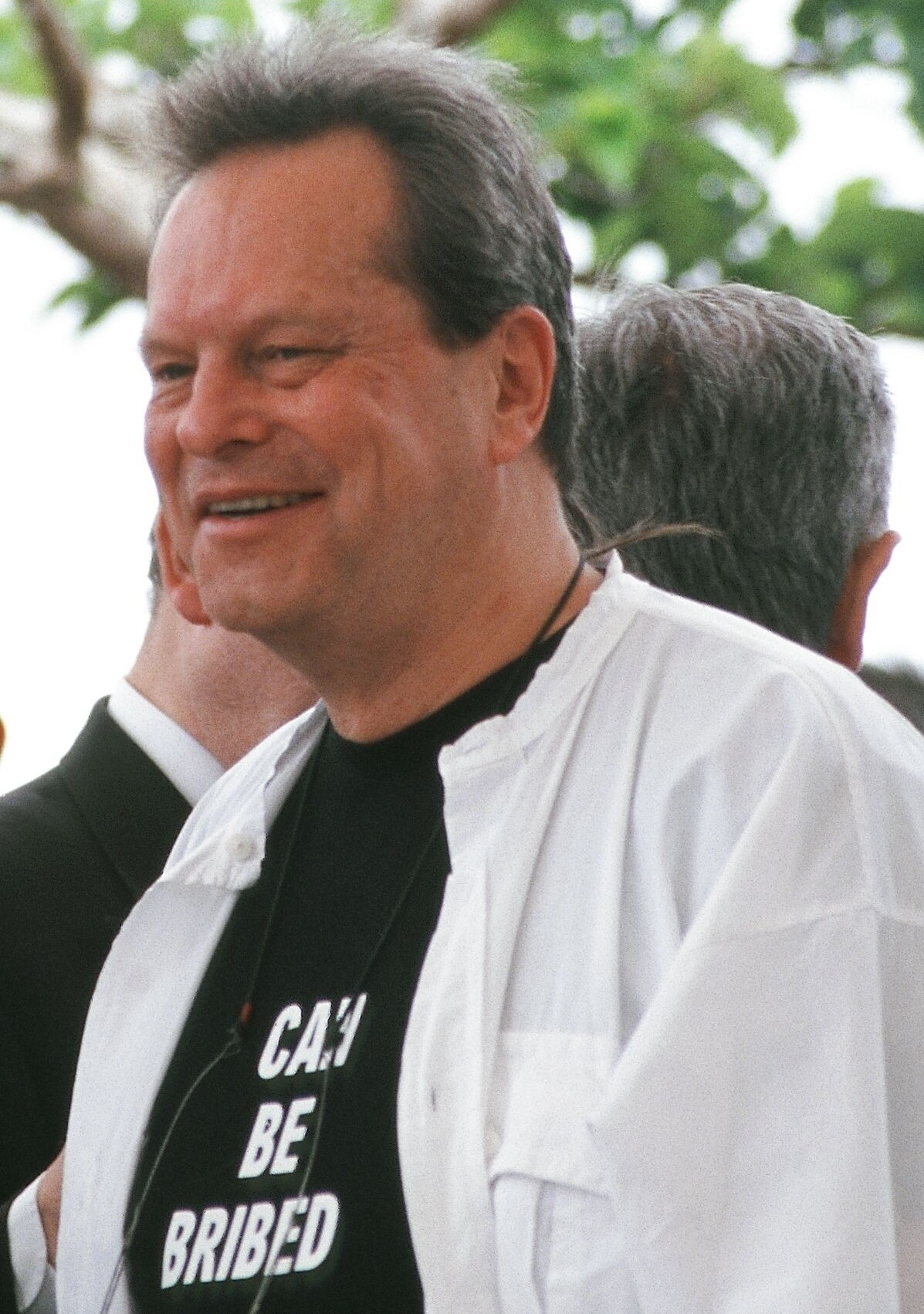
Le réalisateur, membre du jury du Festival de Cannes 2001.

En 2000, Terry Gilliam est le premier nom évoqué par J. K. Rowling pour l’adaptation cinématographique de sa série de romans pour enfants Harry Potter, mais la Warner Bros. préfère choisir Chris Columbus pour la réalisation.
Par la suite, en 2002, il accepte de mettre en images une publicité pour Nike, mettant en scène les plus grandes stars du football (Thierry Henry, Luís Figo, Ronaldo, etc.) s'affrontant dans une cage, avec Éric Cantona dans le rôle de l'arbitre : la publicité fait le tour du monde.
Après sept années passées sans avoir tourné de film, Gilliam tourne Les Frères Grimm avec Matt Damon, Heath Ledger et Monica Bellucci. Ce film mélange la vie des célèbres conteurs avec leurs propres histoires et personnages de fiction. La sortie du film, qui est un demi-échec, est retardée plusieurs fois, et Gilliam en profite pour réaliser un film plus personnel, Tideland qui est lui aussi un échec lors de sa sortie en salles.
En 2009, Gilliam sort le film L'Imaginarium du docteur Parnassus. Il s'agit du dernier film d'Heath Ledger, mort pendant le tournage. Le tournage du film, suspendu pendant un temps, continue avec la participation des acteurs Johnny Depp, Jude Law et Colin Farrell, venus rendre hommage à l'acteur disparu et donnant leurs cachets à la fille de Ledger. Encore une fois, le succès commercial n'est pas au rendez-vous mais le film fait néanmoins parler de lui. Après l’histoire tragique de la mort d’Heath Ledger durant le tournage de L’Imaginarium du docteur Parnassus, Terry Gilliam fut reconnu dans le monde entier comme le réalisateur le plus malchanceux du monde du cinéma.
En août 2010, le cinéaste filme un concert du groupe canadien Arcade Fire et, l’année suivante, en mai 2011, il fait ses débuts en tant que metteur en scène à l’opéra de Londres pour diriger La Damnation de Faust (The Damnation of Faust) d'Hector Berlioz. Terry Gilliam fut acclamé par la critique et le public pour son travail.

### Cinéma indépendant (années 2010)

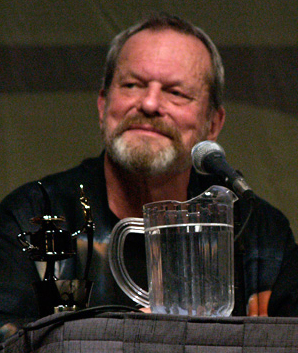
Le cinéaste pour la promotion de L'Imaginarium du docteur Parnassus au San Diego Comic-Con 2009.

En août 2012, Terry Gilliam commence la pré-production de son nouveau long-métrage, The Zero Theorem, un film de science-fiction avec Christoph Waltz dans le rôle principal. Ce projet, prévu à l'origine pour commencer en 2009, avait été abandonné pour permettre à Terry Gilliam de se consacrer à la promotion de L'Imaginarium du docteur Parnassus et à sa deuxième tentative de produire L'Homme qui tua Don Quichotte. Il a été relancé après l'échec de celle-ci et le tournage a commencé en octobre 2012. Le film a été présenté en sélection officielle à la Mostra de Venise le 2 septembre 2013.
En 2018, sort L'Homme qui tua Don Quichotte (The Man Who Killed Don Quixote), d'après Cervantès, l'aboutissement de l'arlésienne du réalisateur qui dut faire face à plusieurs revers :
- Première tentative (1996-2001) : film avec Johnny Depp, Jean Rochefort et Vanessa Paradis. Le projet est abandonné au bout de quinze jours de tournage à la suite de l'abandon de l'acteur principal Jean Rochefort souffrant d'une hernie discale. Le film-documentaire making of Lost in La Mancha relate les mésaventures (entre autres les intempéries détruisant le décor, la pluie faisant reverdir le désert...) survenues lors du tournage de ce film.
- Deuxième tentative (2008-2010) : Terry Gilliam a récupéré les droits de son scénario et prévoit de tourner ce film à nouveau au printemps 2013. Le scénario est cependant remanié et Robert Duvall et Ewan McGregor remplacent Jean Rochefort et Johnny Depp. Le financement de ce film s'effondre mi-2010.
- Troisième tentative (2011-2012) : Terry Gilliam émet l'envie de retenter l'aventure, avec un nouveau producteur, et Owen Wilson, qui remplace Ewan McGregor. En manque de financement et étant sur la préparation et le tournage de The Zero Theorem, il renonce de nouveau.
- Quatrième tentative (2014-2016) : un nouveau projet est lancé, avec John Hurt et Jack O'Connell. Le scénario est une nouvelle fois remanié. Le projet échoue de nouveau pour des problèmes de financement et de maladie de John Hurt.
- Cinquième tentative (2016) : le film change de nouveau de producteur (Paulo Branco) et de distribution (Michael Palin et Adam Driver). Le tournage est prévu pour octobre 2016, date non respectée pour des raisons de financement.
- Sixième tentative (2017) : le film est tourné en 2017. Jonathan Pryce remplace Michael Palin dans le rôle-titre.

## Œuvre

### Caractéristiques
Les films de Gilliam dépeignent souvent un univers très sombre et pessimiste, témoignant souvent d'une caricature hyperbolique des aspects les plus laids de notre société. Son style très distinctif crée une atmosphère surréaliste. On a l’impression que le monde est en déséquilibre. Dans les films de Terry Gilliam, certains sujets reviennent fréquemment tels que la technologie et la surconsommation qui sont les maux de notre société. L’Homme devient l'esclave de la technologie et dans cet univers, la communication n’existe plus entre les individus. Pour Terry Gilliam le monde est devenu un chaos, un paradis perdu. Tous les héros de ses films tentent de fuir ce monde condamné à sa perte, par l’imagination, le rêve ou même la drogue. La bureaucratie est souvent très critiquée dans ses films et la télévision remplace la communication entre les hommes. Pour créer le monde hallucinatoire de ses personnages, Terry Gilliam utilise un objectif 14 mm qui maintenant est connu sous le nom du « Gilliam ». Tout comme ceux de Tim Burton, les films de Terry Gilliam se distinguent par la création d'un univers poétique — narratif et visuel — singulier, à l'esthétique très soignée (Brazil, Las Vegas Parano, Le Roi Pêcheur, L'Armée des douze singes, Les Frères Grimm, Tideland).
Le Moyen Âge et son imaginaire (notamment arthurien) ont souvent inspiré l'œuvre de Terry Gilliam. En 1998, ce dernier est l'invité d'honneur du festival « Moyen Âge et Cinéma » de Conques en Aveyron  dirigé par Xavier Kawa-Topor qui lui consacre une rétrospective sur ce thème avec Monty Python : Sacré Graal !, Jabberwocky, Bandits, bandits, et The Fisher King : Le Roi pêcheur.

## Filmographie

### Comme réalisateur

#### Longs métrages

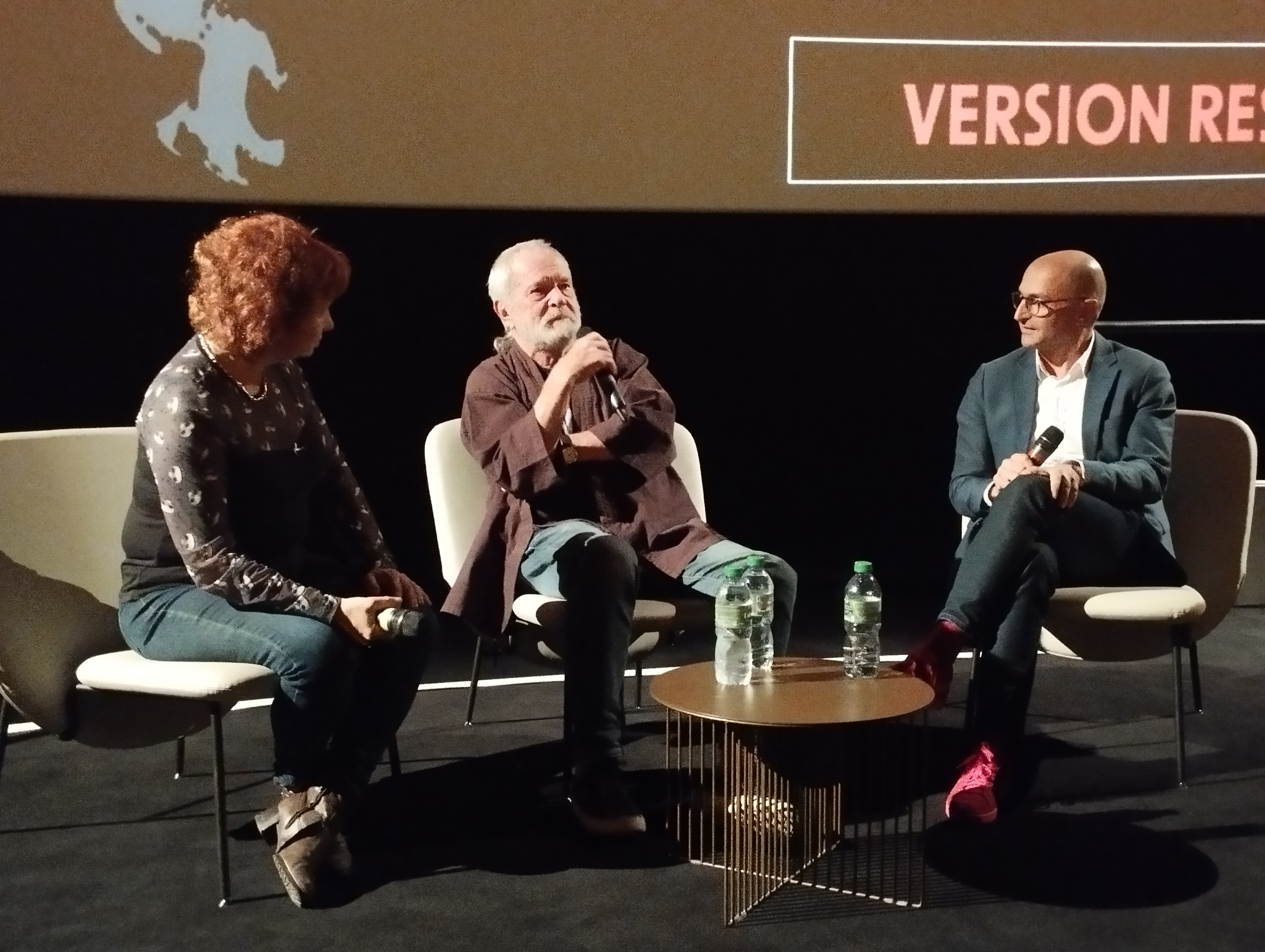
Terry Gilliam présentant L'Armée des douze singes en version restaurée en avant-première, à l'UGC Ciné Cité Les Halles, en octobre 2023.

- 1975 : Monty Python : Sacré Graal ! (Monty Python and the Holy Grail) coréalisé avec Terry Jones
- 1977 : Jabberwocky
- 1981 : Bandits, bandits (Time Bandits)
- 1985 : Brazil
- 1988 : Les Aventures du baron de Münchausen (The Adventures of Baron Munchausen)
- 1991 : The Fisher King : Le Roi pêcheur (The Fisher King)
- 1995 : L'Armée des douze singes (Twelve Monkeys)
- 1998 : Las Vegas Parano (Fear and Loathing in Las Vegas)
- 2005 : Les Frères Grimm (The Brothers Grimm)
- 2005 : Tideland
- 2009 : L'Imaginarium du docteur Parnassus (The Imaginarium of Doctor Parnassus)
- 2013 : Zero Theorem (The Zero Theorem)
- 2018 : L'Homme qui tua Don Quichotte (The Man Who Killed Don Quixote)

Prochainement
- 2026 : The Carnival at the End of Days

#### Courts métrages
- 1974 : Miracle of Flight (en) (animation)
- 1979 : Story Time (en) (animation, publié dans Le Court des grands)
- 1982 : The Crimson Permanent Assurance (court métrage précédant le film Monty Python : Le Sens de la vie)
- 2010 : The Legend of Hallowdega (en)
- 2011 : The Wholly Family

#### Publicités
- 2002 : Nike : Secret Tournament
- 2002 : Nike : The Rematch

### Comme scénariste

#### Longs métrages
- 1971 : La Première Folie des Monty Python (And Now for Something Completely Different) (1972) de Ian MacNaughton
- 1975 : Monty Python : Sacré Graal ! (Monty Python and the Holy Grail) (1975) de Terry Jones et lui-même
- 1977 : Jabberwocky de lui-même
- 1979 : Monty Python : La Vie de Brian (Monty Python's Life of Brian) (1978) de Terry Jones
- 1981 : Bandits, bandits (Time bandits)
- 1982 : Monty Python à Hollywood (Monty Python Live at the Hollywood Bowl) (1980) de Terry Hughes (en)
- 1983 : Monty Python : Le Sens de la vie (Monty Python's The Meaning of Life) (1982) de Terry Jones
- 1985 : Brazil de lui-même
- 1988 : Les Aventures du baron de Münchausen (The Adventures of Baron Munchausen) de lui-même
- 2005 : Les Frères Grimm (The Brothers Grimm) de lui-même
- 2005 : Tideland (Tideland) de lui-même
- 2009 : L'Imaginarium du docteur Parnassus (The Imaginarium of Doctor Parnassus) de lui-même

#### Courts métrages
- 1974 : Miracle of Flight (en) (animation)
- 1979 : Story Time (en) (animation, publié dans Le Court des grands)
- 1982 : The Crimson Permanent Assurance (court métrage précédant le film Monty Python : Le Sens de la vie)

#### Séries télévisées
- 1969-1974 : Monty Python's Flying Circus

### Comme acteur

#### Longs métrages
- 1971 : La Première Folie des Monty Python (And Now for Something Completely Different) de Ian MacNaughton
- 1975 : Monty Python : Sacré Graal ! (Monty Python and the Holy Grail) de Terry Jones et lui-même
- 1977 : Jabberwocky de lui-même
- 1979 : Monty Python : La Vie de Brian (Monty Python's Life of Brian) de Terry Jones
- 1982 : Monty Python à Hollywood (Monty Python Live at the Hollywood Bowl) de Terry Hughes (en)
- 1983 : Monty Python : Le Sens de la vie (Monty Python's The Meaning of Life) de Terry Jones
- 1985 : Cinématon no 601 de Gérard Courant
- 1985 : Drôles d'espions (Spies Like Us) de John Landis
- 2002 : Lost in la Mancha de Keith Fulton et Louis Pepe, documentaire sur son projet avorté de film sur Don Quichotte avec Jean Rochefort et Johnny Depp
- 2006 : Enfermés dehors d'Albert Dupontel : un clochard déguisé en bébé
- 2013 : 9 mois ferme d'Albert Dupontel : le fou en prison
- 2015 : Jupiter Ascending de Lana et Lilly Wachowski : le responsable du bureau des Sceaux et Cachets
- 2015 : Absolutely Anything de Terry Jones : un extraterrestre (voix)
- 2020 : Adieu les cons d'Albert Dupontel : le chasseur

#### Séries télévisées
- 1969-1974 : Monty Python's Flying Circus

### Films avortés
À l'instar d'autres cinéastes, son parcours est ponctué de nombreux projets avortés et sa propension à échouer (Gilliam revendique même son droit à l'erreur) contribue à donner au cinéaste une image de « perdant magnifique ». Il a également collectionné les déboires lors de ses tournages (disputes, pannes matérielles récurrentes, jusqu'à la mort d'un acteur).
- Watchmen (1989 et 1996) : avorté à l'état de scénario, tiré d'un comic du même nom d'Alan Moore et Dave Gibbons. Le film sort finalement en 2009, réalisé par Zack Snyder : Terry Gilliam n'aura jamais réussi à mener le projet à bien.
- A Tale of Two Cities (1993 à 1994) : Mel Gibson devait tenir le rôle principal de Syndey Carton dans cette adaptation du Conte des deux Cités de Charles Dickens, écrite par Don MacPherson mais il délaissa finalement le projet au profit de Braveheart. Terry Gilliam essaya ensuite de relancer le projet avec Liam Neeson mais avec ce casting la Warner ne voulait pas financer le film au-dessus de 26 millions de dollars, sur les 32 millions nécessaires (et alors que le budget était de 60 millions quand Mel Gibson était envisagé) et l'aventure en resta là[8].
- Theseus and the Minotaur (1977 et 1996) : Après Jabberwocky, Gilliam s'intéresse au mythe de Thésée et devait suivre la vie du héros après qu'il a tué le Minotaure[9]... Plusieurs versions du scénario ont été écrites, d'abord avec Michael Palin puis avec Tony Grisoni (ce sera la première collaboration entre Gilliam et Grisoni avant qu'ils signent ensemble l'adaptation de Las Vegas Parano), sans arriver apparemment à un scénario satisfaisant (Tony Grisoni dit que son premier jet faisait 300 pages[10]).
- De bons présages (Good Omens) (2001 à 2002) : avorté à l'état de scénario (coécrit avec Tony Grisoni), tiré du roman du même nom de Neil Gaiman et Terry Pratchett. En avril 2012, Terry Gilliam a annoncé vouloir relancer ce projet[11].
- Lunatic at Large[12]. Terry Gilliam devait réaliser ce film, adapté d'un ancien traitement de Jim Thompson destiné à Stanley Kubrick dans les années 1950, mais des problèmes de financement et la pandémie de covid contrecarrent ses plans en 2020. Le projet a depuis changé de producteurs et Gilliam n'y est plus attaché. Benicio Del Toro, Matthias Schoenaerts et Lily-Rose Depp auraient dû faire partie de la distribution.

En 2006, il est annoncé que Terry Gilliam adaptera certains des scénarios de ses projets avortés en bande dessinée, pour le compte de la maison d'édition Virgin Comics,mais la compagnie ferma vite ses portes, en 2008, avant que ce projet puisse se matérialiser.

### Projets à venir
- Defective Detective : à la suite de Fisher King, Gilliam refait équipe avec le scénariste Richard LaGravenese pour co-écrire ce film qui suit un flic new-yorkais au bout du rouleau dont l'enquête sur la disparition d'une petite fille le mènera jusque dans un monde de conte de fées. Très attaché à ce projet qu'il présentait comme son Fanny et Alexandre, en référence au film de Bergman, c'est-à-dire une sorte de précipité de toute son œuvre[16], Gilliam a essayé de monter ce projet à de multiples reprises, notamment en 1991 avec Nick Nolte dans le rôle titre, puis en 1997 avec Nicolas Cage et en 1999 avec Bruce Willis. En 2023, il déclare toujours espérer pouvoir réaliser ce film[17].
- Terry Gilliam a écrit une adaptation de Mr Vertigo de Paul Auster[18]. Gilliam voulait Ralph Fiennes pour un des rôles principaux mais n'a pas réussi à éveiller l'intérêt des studios avec ce projet[19].
- Une série adaptée de Bandits, bandits a été commandée par Apple TV+. Taika Waititi doit en co-écrire au moins le pilote, qu'il réalisera également[20]. Jemaine Clement et Iain Morris, qui ont déjà travaillé sur la série What we do in the shadows, en sont les showrunners[21].
- En 2021, isolé en Italie à cause des mesures de quarantaine dues à la covid 19, Gilliam trouve l'idée d'un nouveau film. En février 2022, il déclare avoir quasiment terminé le scénario, en collaboration avec le dramaturge et artiste Christopher Brett Bailey[22],[23]. Intitulé The Carnival at the End of Days[24], le film met en scène Dieu, qui, lassé des humains qui saccagent le monde, décide de les supprimer de la surface de la Terre. Mais, Satan a besoin d'une humanité à tenter, et essaie de convaincre Dieu de créer de nouveaux Adam et Ève pour faire revivre l'humanité sur de nouvelles bases[25]. La distribution du film compredrait Johnny Depp dans le rôle de Satan, ainsi qu'Adam Driver, Jason Momoa, Tom Waits, Asa Butterfield dans le rôle d'Adam, Emma Laird dans celui d'Ève et Jeff Bridges dans le rôle de Dieu. Gilliam précise qu'il a envoyé son scénario aux acteurs sans passer par leurs agents et qu'ils ont tous accepté de tourner pour une fraction de leur salaire habituel. Malgré cela, en juillet 2025, plus d'un an après l'annonce de son casting, le réalisateur explique qu'il n'a pas encore pu réunir de budget suffisant pour tourner son film[26], qu'il présente comme son probable "chant du cygne"[27].

## Autres œuvres

### Opéra
Depuis 2011, Terry Gilliam a aussi été approché pour mettre en scène des opéras pour l'ENO de Londres. Il s'attaque à des œuvres de Berlioz considérées comme difficiles à monter.
- 2011 : La Damnation de Faust de Hector Berlioz, English National Opera
- 2014 : Benvenuto Cellini de Hector Berlioz, English National Opera

### Comédie musicale
Terry Gilliam met en scène une nouvelle version de la comédie musicale Into the Woods de Stephen Sondheim et James Lapine au Theatre Royal de Bath d'août à septembre 2022, avant une reprise attendue ensuite à Londres. Gilliam refait pour l'occasion équipe avec Leah Hausman, qui était déjà associée à la mise en scène de ses deux opéras à l'ENO, et qui est ici créditée en tant que co-metteuse en scène et chorégraphe,.
La pièce était d'abord annoncée au théâtre Old Vic à Londres d'avril à juin 2022 mais elle a été retirée du programme fin octobre 2021 après que Gilliam est entré en conflit avec une partie de l'équipe artistique du théâtre (les membres de l'Old Vic 12, des jeunes artistes émergents soutenus et encadrés par le théâtre) qui lui reprochait certaines de ses déclarations passées, notamment sur le mouvement MeToo.
Bien que Stephen Sondheim soit mort le 26 novembre 2021, il avait accordé les droits d'adaptation pour ce projet et était semble-t-il très attaché au choix de Gilliam comme metteur en scène. Il a été particulièrement impressionné par la vision originale de Gilliam, qui fait de la pièce originale une histoire imaginée par une petite fille jouant avec le théâtre miniature de son grand-père (de fait, Gilliam dit que la "muse" du spectacle est sa petite-fille de 6 ans). Sondheim a ainsi tellement apprécié les idées de Gilliam et Hausman qu'il serait tombé de sa chaise en éclatant de rire durant une réunion Zoom pendant la préparation du spectacle.  
Le spectacle est monté à Bath du 17 août au 10 septembre 2022, avant un possible transfert vers un théâtre londonien pour fin 2022 ou début 2023.
Avec cette mise-en-scène, Terry Gilliam boucle la boucle en quelque sorte, puisqu'il avait déjà été approché par les studios Paramount pour adapter le spectacle au cinéma dans les années 1990, avec notamment Robin Williams et Emma Thompson parmi les interprètes, mais il avait refusé l'offre, estimant que le scénario trahissait trop l’œuvre originale. On voit également que le spectacle lui permet de faire des clins d'œil à toute sa carrière : le décor de théâtre en papier avec des gravures rappelle ses collages du Monty Python's Flying Circus, son utilisation sur le plateau d'arbres en deux dimensions dans un espace en trois dimensions rappelle des décors similaires dans L'Imaginarium du Docteur Parnassus (une idée déjà reprise de son projet avorté The Defective Detective) tandis que l'univers des contes se retrouve bien sûr tout le long de sa filmographie (et notamment dans Les Frères Grimm, qui mélange comme ici plusieurs contes de Grimm dans une même histoire originale).

### Publications
- Terry Gilliam (trad. de l'anglais par Julie Sibony), Gilliamesque. Mémoires pré-posthumes [« Gilliamesque, A Pre-posthumous Memoir »], Paris, Sonatine Éditions, 2015, 308 p. (ISBN 978-2-35584-337-2)

## Distinctions

### Récompenses et nominations
Monty Python : Le Sens de la vie
- Festival de Cannes 1983 : Grand Prix spécial du jury.

Brazil
- LAFCA 1985 :
  - LAFCA du meilleur film.
  - LAFCA du meilleur réalisateur.
  - LAFCA du meilleur scénario.
- Oscars du cinéma 1986 :
  - Nomination pour l'Oscar du meilleur scénario original.
  - Nomination pour l'Oscar de la meilleure direction artistique.

Les Aventures du baron de Münchausen
- BAFTA 1989 :
  - Meilleurs costumes.
  - Meilleurs maquillages.
  - Meilleurs décors.
- Ruban d'argent 1990 :
  - Meilleurs maquillages.
  - Meilleure photographie.
  - Meilleurs costumes.
- Oscars du cinéma 1990 :
  - Nomination pour l'Oscar des meilleurs effets spéciaux.
  - Nomination pour l'Oscar de la meilleure direction artistique.
  - Nomination pour l'Oscar du meilleur maquillage.
  - Nomination pour l'Oscar des meilleurs costumes.
- Saturn Awards 1990 :
  - Nomination pour le Saturn Awards du meilleur film fantastique.
  - Nomination pour le Saturn Awards des meilleurs costumes.
  - Nomination pour le Saturn Awards des meilleurs maquillages.
  - Nomination pour le Saturn Awards des meilleurs effets spéciaux.
- Prix Hugo 1990 : Nomination pour la meilleure présentation dramatique.

Le Roi Pêcheur
- Mostra de Venise 1991 :
  - Lion d'argent.
- Oscars du cinéma 1992 :
  - Oscar de la meilleure actrice dans un second rôle pour Mercedes Ruehl.
  - Nomination pour l'Oscar du meilleur acteur pour Robin Williams.
  - Nomination pour l'Oscar du meilleur scénario original.
  - Nomination pour l'Oscar de la meilleure direction artistique.
  - Nomination pour l'Oscar de la meilleure musique de film.
- Festival international du film de Toronto 1991 :
  - People's Choice Awards.

L'Armée des douze singes
- Saturn Award du meilleur film de science-fiction 1996
- Empire Award du meilleur réalisateur 1997
- Festival international du film de Berlin 1995 :
  - Prix du lecteur (troisième place) du Berliner Morgenpost.

Las Vegas Parano
- Festival de Cannes 1998 :
  - Sélection officielle (en compétition).

Les Frères Grimm
- Mostra de Venise 2005 :
  - Sélection officielle.

Tideland
- Festival de Saint-Sébastien 2006 :
  - Prix Fipresci.

L'Imaginarium du docteur Parnassus
- Festival de Cannes 2009 :
  - Sélection officielle (hors compétition).

Gilliamesque, mémoires pré-posthumes
- Prix littéraire du syndicat français de la critique de cinéma

### Hommage
Un astéroïde a été nommé « 9619 Terrygilliam » en l'honneur de Terry Gilliam.